# ゾスキダル
ゾスキダル (zosuquidar) は、抗がん剤候補化合物である。2009年現在アメリカ合衆国において、急性骨髄性白血病および不応性貧血に対するダウノルビシン (daunorubicin) あるいはシタラビン (ara-C) との併用の効果を調べる、第三相治験の治験者の募集が行われている。投与される場合は三塩酸塩の形で用いられる。作用機序としては、P-糖タンパク質を阻害するタイプのもので、ゾスキダルの他には、tariquidar、laniquidarがある。開発コードはLY335979、RS-33295-198。
P-糖タンパク質はATP加水分解のエネルギーをタンパク質分子の構造変化に変換し、それとカップリングすることによって薬剤を細胞の中から外へ排出するタンパク質である。MDR1遺伝子にコードされたP-糖タンパク質はがん細胞に発現し、多くの抗がん剤を細胞外へ排出することにより、がん細胞を薬剤耐性にし、抗がん剤を効かなくする。癌以外にも正常の器官（肝臓・小腸・脳血管内皮細胞など）にも発現し、薬剤の輸送に関与する。
ゾスキダルはこのP-糖タンパク質を阻害することにより、癌細胞の薬剤耐性をなくし、抗がん剤を効くようにする。